# 中華民國—阿布哈茲關係
中華民國與阿布哈茲共和國無正式外交關係，目前也沒有在對方首都互設具大使館功能的代表機構。